# Bill Christian
William David Christian (* 28. ledna 1938, Warroad, Minnesota, USA) je bývalý americký lední hokejista.

## Kariéra
S hokejem začínal v rodném městě a v roce 1953 přivedl místní středoškolský tým do celostátního finále. Později hrál rok za tým University of Minnesota, než se v roce 1958 stal členem americké reprezentace. S ní se koncem padesátých let představil v mezistátních utkáních v Sovětském svazu, což tehdy byl první americký sportovní tým vůbec, který v SSSR hrál. Na mistrovstvích světa hrál v letech 1960, 1962, 1964 a 1965. Největšího úspěchu s reprezentací dosáhl na Zimních olympijských hrách 1960, kde získal zlato. Bill Christian přispěl k tomuto vítězství důležitým vyrovnávacím a poté i vedoucím gólem proti Sovětskému svazu.
Na klubové úrovni odehrál většinu kariéry za Warroad Lakers v nižších soutěžích, aktivní kariéru ukončil v roce 1980.

## Osobní život
V roce 1964 s dalšími členy rodiny založil Christian Brothers, Inc., firmu vyrábějící hokejky a další sportovní výbavu. Lední hokej hráli také další členové rodiny - bratr Roger byl jeho spoluhráčem v olympijském týmu 1960, syn Dave zase vybojoval zlatou olympijskou v dresu americké reprezentace na Zimních olympijských hrách 1980 a úspěšně působil v National Hockey League.

## Ocenění
- člen Americké hokejové síně slávy
- člen Síně slávy Mezinárodní hokejové federace